# Phoenix (tàu vũ trụ)
Phoenix là một phi thuyền không gian được gửi lên Sao Hỏa để thực hiện nhiệm vụ thám hiểm không gian theo chương trình Mars Scout (Thăm dò Sao Hỏa). Đặc biệt, đây là nhiệm vụ đến Sao Hỏa đầu tiên được kiểm soát bởi khoa học gia, hay nghiên cứu viên chủ chốt (principal investigator). Các nhà khoa học khi thực hiện nhiệm vụ sẽ sử dụng các thiết bị trên boong phi thuyền Phoenix hạ cánh xuống Sao Hỏa (Phoenix lander) để tìm kiếm những môi trường thuận lợi cho đời sống vi sinh, và để nghiên cứu lịch sử nước của nơi này. Phoenix được phóng đi thành công vào ngày 4 tháng 8 năm 2007, và đáp xuống Sao Hỏa vào ngày 25 tháng 5 năm 2008. Chương trình đa cơ quan này được Trung tâm nghiên cứu Mặt Trăng và Hành tinh (Lunar and Planetary Laboratory) tại Đại học Arizona dẫn đầu, và được NASA chỉ dẫn. Đây này kết quả của sự cộng tác của các trường đại học Mỹ, Canada, Thụy Sĩ, Đan Mạch, Đức và các cơ quan NASA, Cơ quan Vũ trụ Canada cùng với công nghiệp hàng không. Phoenix hạ cách xuống lớp vỏ được che phủ bởi băng carbon ở vùng cực Bắc của hành tinh này, phi thuyền sẽ sử dụng cánh tay robot của nó để thực hiện công việc đào đất ở vùng này.